# Comuna Velîkîi Zliiv, Ripkî
Velîkîi Zliiv (în ucraineană Великий Зліїв) este o comună în raionul Ripkî, regiunea Cernihiv, Ucraina, formată din satele Ciîsti Luji, Malîi Zliiv, Petrîkî, Pușkine, Velîkîi Zliiv (reședința) și Vorobiiv.

## Demografie
Componența lingvistică a comunei Velîkîi Zliiv
     Ucraineană (98,04%)
     Rusă (1,78%)
     Alte limbi (0,18%)
Conform recensământului din 2001, majoritatea populației comunei Velîkîi Zliiv era vorbitoare de ucraineană (98,04%), existând în minoritate și vorbitori de rusă (1,78%).